# Senpai y kōhai
Senpai (先輩?   literalmente «compañero de antes», también escrito como sempai) y kōhai (後輩?   literalmente «compañero de después») son términos provenientes del idioma japonés que describen una relación interpersonal informal que se encuentra presente en las organizaciones, asociaciones, clubes, empresas y colegios de Japón.

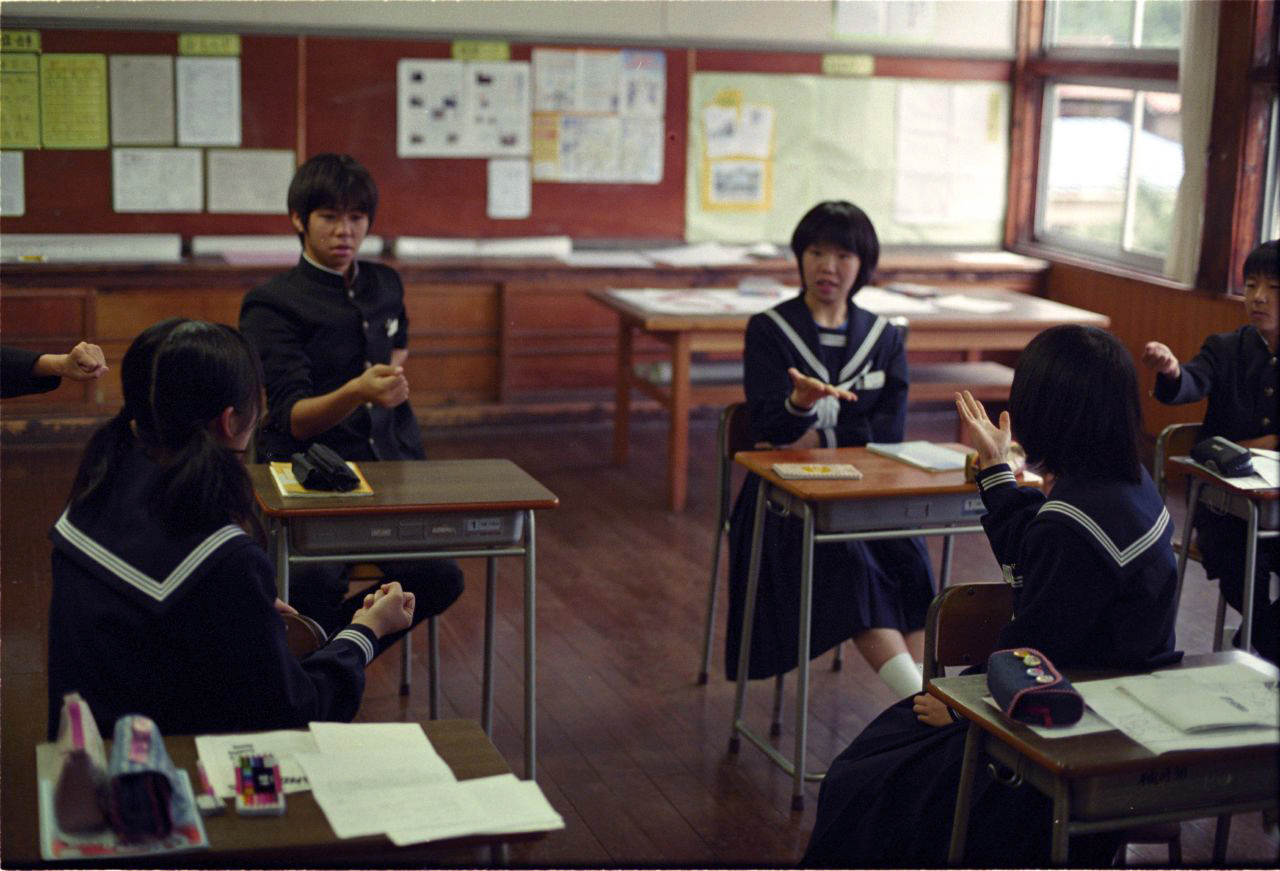
En las escuelas japonesas se inculca desde edad temprana la relación senpai-kōhai, como parte integral de su vida diaria.

La relación senpai-kōhai es propiamente interdependiente, ya que un senpai necesita de un kōhai y viceversa, estableciendo un lazo que se determina por la fecha de entrada a la organización. El concepto tiene su base en la filosofía japonesa y ha permeado dentro de su sociedad.

## Concepto
Senpai se refiere al miembro de mayor experiencia, jerarquía, nivel y edad en la organización que ofrece su asistencia, amistad y consejo al miembro de recién ingreso o sin experiencia, conocido como kōhai, quien debe demostrar gratitud, respeto y, en ocasiones, lealtad personal. El senpai actúa de manera simultánea como amigo.
 Esta relación es similar a la relación interpersonal que existe en la cultura occidental entre un tutor y su tutelado, pero con la diferencia de que en Japón el senpai y el kōhai obligatoriamente deben trabajar en la misma organización.
El origen de la relación se remonta a las enseñanzas del confucianismo, conjunto de doctrinas morales y éticas que llegaron a Japón desde la Antigua China y han trascendido en varios aspectos de la filosofía japonesa. La relación senpai-kōhai es un tipo de jerarquía vertical (como la relación padre-hijo) que enfatiza el respeto a la autoridad, a la cadena de mando y a las personas mayores, eliminando cualquier tipo de competitividad interna y reforzando la unidad de la organización.
A través del tiempo este mecanismo ha permitido la transferencia de experiencia y sabiduría, así como la expansión del conocimiento a fin de mantener vivo el arte de enseñar. También permite el desarrollo de experiencias beneficiosas entre ambos componentes, pues el kōhai se ve beneficiado por la sabiduría del senpai, y el senpai aprende nuevas experiencias del kōhai, ya que desarrolla su sentido de responsabilidad.

## Historia

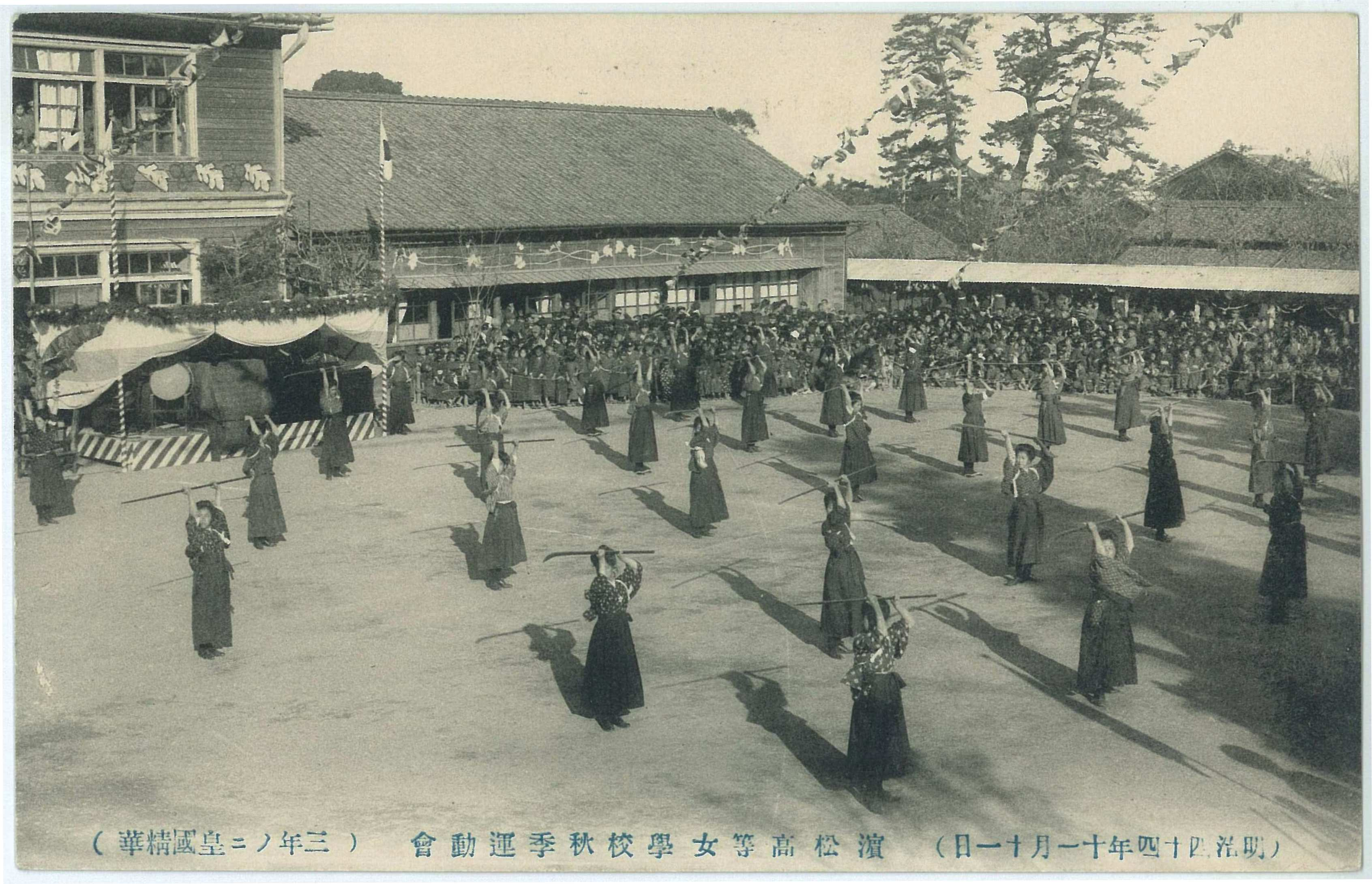
Demostración del uso del naginata en un día deportivo de un colegio femenino en Hamamatsu (1911). La formación disciplinaria en los clubes escolares históricamente ha influido en el sistema senpai-kōhai a los alumnos.

El sistema senpai-kōhai ha existido desde comienzos de la historia japonesa, pero tres elementos han tenido un impacto significativo: el confucianismo, el sistema tradicional de la familia japonesa y la antigua ley civil.
El confucianismo llegó desde China entre los siglos VI y IX, pero la línea de pensamiento derivada que tuvo un profundo cambio social dentro de Japón fue el neoconfucianismo, que se convirtió en la doctrina oficial durante el shogunato Tokugawa (1603-1867). El precepto de la lealtad y piedad filial como «tributo» (朝貢 chōkō?) era la que dominaba a los japoneses en aquel entonces, puesto que el respeto a los mayores y la reverencia a los ancestros que enseñaba el confucianismo chino tuvo buena acogida sobre los nativos japoneses, y esas influencias han trascendido a la actualidad en la vida diaria. También, como otras influencias culturales chinas, los japoneses adecuaron de manera selectiva y propia el sentido de «lealtad» en el confucianismo como lealtad a su señor o lealtad al emperador.
El concepto de ie (家?) o sistema familiar, también regido por códigos de conducta confucianistas, tuvo una influencia en el establecimiento de la relación senpai-kōhai. En este sistema el padre, como jefe masculino, tenía el poder absoluto en la familia y el hijo mayor varón era quien heredaba la propiedad familiar. El padre tiene el poder porque es quien ha recibido una educación y posee una sabiduría ética superior. Dado que rendir reverencia a los superiores era considerado una virtud en la sociedad japonesa, la esposa y los hijos debían obedecerlo. Sumado al sistema hereditario, solo el hijo mayor varón podía recibir las posesiones de su padre, ni la hija mayor ni los hijos menores recibían algo de su progenitor.
El último factor que influyó en el sistema de senpai-kōhai fue la antigua ley civil que rigió en el Imperio de Japón a partir de 1898, que fortaleció las reglas de privilegio de antigüedad y reforzó el sistema tradicional familiar, dando definiciones claras de valores jerárquicos dentro de la familia. Esto fue conocido como koshusei (戸主制?   literalmente «sistema de la cabeza de familia») en el que el jefe de la casa tenía el derecho de mandar a su familia y el hijo mayor heredaría dicha posición. Estos estatutos fueron abolidos en 1947, luego de la rendición de Japón tras la Segunda Guerra Mundial, sin embargo, los ideales se mantuvieron durante los siguientes años como una influencia psicológica en el modo de pensar japonés.

## Presencia

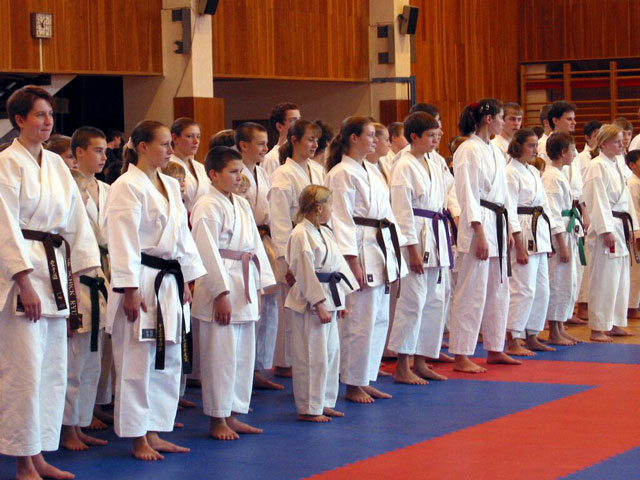
A nivel internacional, la relación senpai-kōhai se ha difundido a través de las artes marciales, en los que los integrantes de diferentes kyū y dan (rangos) son ordenados por su color de cinta.

Uno de los lugares donde la relación senpai-kōhai es aplicada en su mayor extensión en Japón es en el colegio. Por ejemplo, en las escuelas secundarias y en el bachillerato (en especial en los clubes escolares) los alumnos de tercer año, que son los más veteranos, demuestran un gran poder como senpai. Es común en los clubes deportivos escolares que los kōhai de recién ingreso tengan que hacer labores básicas como recoger pelotas, limpiar la cancha de juego, cuidar los equipos e inclusive lavar la ropa de los miembros superiores, de igual modo deben hacer una reverencia o saludo ante el senpai cuando este los felicita, aunque en ocasiones el senpai puede castigar y tratar severamente a su kōhai.
La principal razón de estas acciones humildes es que un miembro de club solo puede convertirse en un buen jugador si asume una posición sumisa, obediente y siguiendo las órdenes de su entrenador o capitán, convirtiéndolo a futuro en un ciudadano humilde, responsable y cooperativo. Las relaciones en las escuelas japonesas también tiene un mayor énfasis en la edad que en las habilidades del estudiante, de hecho, las reglas de jerarquía por antigüedad entre un senpai y un kōhai son análogas a la relación profesor-estudiante, en donde el profesor debe ser respetado por su edad y experiencia, y nunca debe ser cuestionado.
En la universidad, sin embargo, se dan cambios notables en la relación ya que hay una variedad de edad entre los compañeros de clase por lo que el sistema senpai-kōhai no es fuerte y solo se enmarca en dar respeto y mantener un lenguaje cortés a los miembros antiguos. No obstante, en el entorno del profesorado existe una jerarquía vertical entre diferentes profesores en función de su rango y experiencia académicos, por lo que las reglas de jerarquía por antigüedad prevalecen entre los profesores, en vez de los estudiantes.
Otro sector de la sociedad japonesa donde rige el sistema es en las empresas. El ambiente social en las empresas japonesas se rige por dos estándares: el sistema de antigüedad y el sistema de empleo permanente. El estatus, el salario y el puesto del empleado dependen enormemente de la antigüedad, y los empleados veteranos están generalmente en los puestos más altos y reciben un salario mayor que sus subordinados. Además, hasta hace poco, cuando el empleado obtenía su puesto, nunca se preocupaban por él ya que el empleo estaba garantizado de por vida. La relación senpai-kōhai es una piedra angular en las relaciones humanas dentro del mundo de los negocios, por ejemplo, en las reuniones de trabajo el empleado de menor rango debe sentarse en el asiento que está más cerca de la puerta, y es conocido como shimoza (下座?   literalmente «asiento inferior»), mientras que el empleado de mayor rango (en ocasiones, el jefe) es el que se sienta junto a algún invitado importante en una posición llamada kamiza (上座?   literalmente «asiento superior» o «asiento de honor»). Durante las reuniones, la mayoría de los empleados no emiten una opinión y se limitan a escuchar y a secundar a sus superiores, aunque pueden emitir opiniones solo con el consentimiento previo de los empleados de mayor rango e influencia en la empresa.
Fuera de Japón, la relación entre el senpai y su kōhai se enmarca solo dentro de la enseñanza de las artes marciales. El conocimiento técnico y las normas éticas y morales de las artes marciales japonesas están englobadas en un concepto llamado budō (武道?) y rige tanto a las artes marciales tradicionales (jūjutsu, kenjutsu, iaidō, etc.) como a las artes marciales modernas (judo, karate, kendo, aikido, etc.). En las artes marciales modernas se aplica con mayor distinción la jerarquización por antigüedad y experiencia mediante el uso de rangos a través de cinturones de colores que se usan en la cintura e indican su grado. Los rangos que existen en las artes marciales son el kyū (級?), que es usado para los rangos menores, y el dan (段?), para diferenciar rangos dentro del grado de cinta negra, que es el más alto dentro de las artes marciales.
De igual modo, quienes estén en grados kyū o dan superiores son los senpai de los que tengan kyū o dan inferiores, que serían sus kōhai. Entre ambos debe prevalecer un código de conducta donde el kōhai debe demostrar respeto y diligencia ante su senpai, de manera similar que con su profesor (sensei), ya que el senpai será quien le enseñe el budō con puntos claros, paciencia y dedicación, a fin de que el kōhai siga un camino de sabiduría, justicia, verdad y compromiso, y así lograr un avance como miembro de la organización.

## Lenguaje
Las reglas de jerarquía por antigüedad están reflejadas en varias reglas gramaticales dentro del idioma japonés. Siempre cuando una persona habla a su superior con respeto utiliza el lenguaje honorífico o keigo (敬語?), que se divide en tres categorías:
- Sonkeigo (尊敬語?): es el lenguaje respetuoso. Es usado para denotar respeto hacia el superior con quien y de quien se está hablando, incluyendo sus acciones, objetos, características y personas relacionadas con ese superior.[19]
- Kenjōgo (謙譲語?): es el lenguaje humilde. La diferencia que tiene con el sonkeigo, es que en vez de elevar a la persona que se debe respetar, en el kenjōgo el hablante muestra respeto rebajándose o humillándose. La acción que realiza el hablante está de algún modo relacionado con la persona que debe dar respeto.[20]
- Teineigo (丁寧語?): es el lenguaje cortés. Se diferencia de las otras dos en que solo el hablante está mostrando respeto hacia su interlocutor y no hacia la persona de la que se está hablando. El uso de los verbos desu (ser) y las terminaciones verbales en -masu son un claro ejemplo del teineigo.[19]

Tanto en el sonkeigo como en el kenjōgo existen un conjunto de expresiones particulares (verbos, sustantivos o prefijos especiales) para expresar el tipo de lenguaje: por ejemplo, el verbo «hacer» en japonés ordinario se dice suru, pero en sonkeigo es nasaru y en kenjōgo se dice itasu.
Otra regla usada en la relación jerárquica es el uso de los sufijos honoríficos de tratamiento. Cuando un senpai habla a su kōhai, este lo trata con el sufijo -kun después de su apellido o nombre de pila, independientemente si el kōhai es varón o mujer. Cuando un kōhai se expresa ante su senpai, usa el sufijo -senpai o -san después de su apellido o nombre de pila; es demasiado inusual y extraño que un kōhai se refiera a su senpai con el sufijo -sama, que es el que indica el mayor grado de respeto ante el interlocutor. La razón del uso de los sufijos -kun, -senpai o -san es que, a pesar de que en una relación senpai-kōhai está enmarcado en el respeto, se quiere dar a entender que entre ambos existe también una relación de amistad y confianza. También senpai puede ser usado como un pronombre.

## Problemas
A pesar de que la relación senpai-kōhai está profundamente arraigada en la sociedad japonesa, en años recientes ha habido cambios en las organizaciones escolares y empresariales. Los kōhai ya no muestran tanto respeto hacia sus senpai por su experiencia, la relación se ha vuelto más superficial, el factor de la edad ha comenzado a perder su importancia, además de que se ha diversificado la composición del estudiantado con japoneses que residieron durante gran parte de su vida en el extranjero y que han vuelto a Japón, o con estudiantes extranjeros, cuya mentalidad no está arraigada al sistema jerárquico japonés.
El desplome del sistema de jerarquía por antigüedad en las compañías es un tema mucho más serio. El colapso de la burbuja económica en Japón a comienzos de la década de 1990 causó un gran nivel de desempleo, que incluía el despido de empleados de alta categoría. A partir de entonces las compañías comenzaron a considerar en primera instancia las habilidades del empleado, en vez de su edad o tiempo en la compañía, por lo que muchos empleados de larga permanencia perdieron sus puestos por ser incapaces de cumplir las expectativas. Paulatinamente muchas compañías han tenido que reestructurar su sistema de promociones y salarios, por lo que se ha generado una pérdida en la influencia de la jerarquía por antigüedad dentro de la sociedad japonesa.

## En la cultura popular
Las referencias culturales sobre la relación senpai-kōhai están presentes en las producciones artísticas japonesas tales como novelas, series de televisión (como doramas) y con mayor proyección internacional en el manga y anime.
Fuera de Japón, en la novela estadounidense Sol naciente (Rising Sun) escrita por Michael Crichton en 1992 y que relata el asesinato de una mujer estadounidense en una empresa japonesa en Los Ángeles, los personajes principales de la historia, el capitán John Connor y el teniente Peter J. Smith, mantienen una relación senpai-kōhai ya que el capitán Connor vivió en Japón durante un tiempo y asimiló hábitos de la sociedad japonesa, y durante la investigación trata al teniente Smith como su subordinado «a la japonesa». Fue adaptada como película en 1993, con los actores Sean Connery (John Connor) y Wesley Snipes (Peter J. Smith) como los protagonistas.